# 古谷伸彦
古谷 伸彦（ふるや のぶひこ、1961年11月26日 - ）は、日本の検察官、法務官僚、公証人。鹿児島地方検察庁検事正、山口地方検察庁検事正を経て、長野地方検察庁検事正。

## 人物・経歴
大阪府出身。1985年同志社大学法学部卒業。1991年検事任官。法務省民事局民事第一課長として東日本大震災への対応にあたり、法務省職員の自治体への派遣により死亡届事務の円滑化を進め、同課は第24回人事院総裁賞職域部門を受賞した。
京都地方検察庁特別刑事部長、さいたま地方検察庁特別刑事部長、法務総合研究所研修第二部長、横浜地方検察庁刑事部長、東京地方検察庁交通部長等を経て、2017年さいたま地方検察庁次席検事。
2018年鹿児島地方検察庁検事正。2019年山口地方検察庁検事正。2021年長野地方検察庁検事正。2022年退官、大森公証役場公証人。